# آلشوسنت‌ایوان
آلشوسِنت‌ایوان (به مجاری:  Alsószentiván) یک سکونتگاه مسکونی در مجارستان است که در فیر واقع شده است.

## خصوصیات
آلشوسِنت‌ایوان ۱۴۸ متر بالاتر از سطح دریا واقع شده است.